# Scottish Youth Cup
Der Scottish Youth Cup (deutsch: Schottischer Jugendpokal, auch bekannt als SFA Youth Cup) ist ein Fußballwettbewerb, für Juniorenmannschaften in Schottland der vom schottischen Fußballverband (SFA) für U18-Mannschaften, zuvor bis in die 2010er Jahre für U19-Mannschaften veranstaltet wird. Der Wettbewerb wurde erstmals 1984 ausgetragen und steht allen Vereinen offen, die Vollmitglied der SFA sind. Das erste Finale gewann der aktuelle Rekordsieger Celtic Glasgow gegen den FC Aberdeen.
Das Finale der Saison 2019/20 und der gesamte Wettbewerb 2020/21 fanden aufgrund COVID-19-Pandemie nicht statt.

## Die Endspiele im Überblick
| Saison   | Sieger               | Ergebnis             | Finalist             |
| -------- | -------------------- | -------------------- | -------------------- |
| 02023/24 | Glasgow Rangers      | 2:1                  | FC Aberdeen          |
| 02022/23 | Celtic Glasgow       | 6:5 i. E.            | Glasgow Rangers      |
| 02021/22 | Glasgow Rangers      | 2:1                  | Heart of Midlothian  |
| 02018/19 | Glasgow Rangers      | 3:2                  | Celtic Glasgow       |
| 02017/18 | Hibernian Edinburgh  | 3:1                  | FC Aberdeen          |
| 02016/17 | Celtic Glasgow       | 3:0                  | Glasgow Rangers      |
| 02015/16 | FC Motherwell        | 5:2                  | Heart of Midlothian  |
| 02014/15 | Celtic Glasgow       | 5:2                  | Glasgow Rangers      |
| 02013/14 | Glasgow Rangers      | 2:2 n. V., 8:7 i. E. | Heart of Midlothian  |
| 02012/13 | Celtic Glasgow       | 3:1                  | Dunfermline Athletic |
| 02011/12 | Celtic Glasgow       | 8:0                  | Queen of the South   |
| 02010/11 | Celtic Glasgow       | 2:1 n. V.            | Glasgow Rangers      |
| 02009/10 | Celtic Glasgow       | 2:0                  | Glasgow Rangers      |
| 02008/09 | Hibernian Edinburgh  | 2:1 n. V.            | Glasgow Rangers      |
| 02007/08 | Glasgow Rangers      | 3:1 n. V.            | Celtic Glasgow       |
| 02006/07 | Glasgow Rangers      | 5:0                  | Celtic Glasgow       |
| 02005/06 | Celtic Glasgow       | 3:1                  | Heart of Midlothian  |
| 02004/05 | Celtic Glasgow       | 2:0                  | FC St. Mirren        |
| 02003/04 | FC Kilmarnock        | 1:0                  | Glasgow Rangers      |
| 02002/03 | Celtic Glasgow       | 3:1 n. V.            | FC Aberdeen          |
| 02001/02 | Glasgow Rangers      | 4:2                  | Ayr United           |
| 02000/01 | FC Aberdeen          | 2:0                  | Celtic Glasgow       |
| 01999/00 | Heart of Midlothian  | 5:3                  | Glasgow Rangers      |
| 01998/99 | Celtic Glasgow       | 4:0                  | FC Dundee            |
| 01997/98 | Heart of Midlothian  | 2:0                  | Dundee United        |
| 01996/97 | Celtic Glasgow       | 3:2                  | Glasgow Rangers      |
| 01995/96 | Celtic Glasgow       | 4:1                  | FC Dundee            |
| 01994/95 | Glasgow Rangers      | 2:0                  | FC St. Johnstone     |
| 01993/94 | Glasgow Rangers      | 5:3                  | Airdrieonians FC     |
| 01992/93 | Heart of Midlothian  | 3:1                  | Glasgow Rangers      |
| 01991/92 | Hibernian Edinburgh  | 2:0                  | Ayr United           |
| 01990/91 | Dundee United        | 2:0                  | Hibernian Edinburgh  |
| 01989/90 | Dundee United        | 0:0 n. V., 4:2 i. E. | Hibernian Edinburgh  |
| 01988/89 | Celtic Glasgow       | 1:0                  | Dundee United        |
| 01987/88 | Dunfermline Athletic | 2:1                  | FC Dundee            |
| 01986/87 | Celtic Glasgow       | 2:1                  | FC Motherwell        |
| 01985/86 | FC Aberdeen          | 2:0                  | Queen of the South   |
| 01984/85 | FC Aberdeen          | 5:3                  | Celtic Glasgow       |
| 01983/84 | Celtic Glasgow       | 2:0 n. V.            | FC Aberdeen          |

## Rangliste der Sieger
Die erste Austragung gewann Celtic Glasgow, die nächsten zwei der FC Aberdeen. Celtic konnte bei der vierten Austragung wieder gleichziehen. Mit der sechsten Austragung war Celtic ab 1989 alleiniger Rekordsieger. Celtic führt die Rangliste aktuell mit 16 Titeln an und hat damit doppelt so viele Titel wie die Zweitplatzierten Glasgow Rangers gewonnen.
| Verein               | Siege | Jahr(e)                                                                                        |
| -------------------- | ----- | ---------------------------------------------------------------------------------------------- |
| Celtic Glasgow       | 16    | 1984, 1987, 1989, 1996, 1997, 1999, 2003, 2005, 2006, 2010, 2011, 2012, 2013, 2015, 2017, 2023 |
| Glasgow Rangers      | 9     | 1994, 1995, 2002, 2007, 2008, 2014, 2019, 2022, 2024                                           |
| FC Aberdeen          | 3     | 1985, 1986, 2001                                                                               |
| Heart of Midlothian  | 3     | 1993, 1998, 2000                                                                               |
| Hibernian Edinburgh  | 3     | 1992, 2009, 2018                                                                               |
| Dundee United        | 2     | 1990, 1991                                                                                     |
| Dunfermline Athletic | 1     | 1988                                                                                           |
| FC Motherwell        | 1     | 2016                                                                                           |
| FC Kilmarnock        | 1     | 2004                                                                                           |